# جیمی فیلدینگ (بازیکن فوتبال)
جیمی فیلدینگ (انگلیسی: Jamie Fielding؛ زادهٔ ۱۸ اوت ۱۹۹۹) بازیکن فوتبال اهل بریتانیا است.
از باشگاه‌هایی که در آن بازی کرده‌است می‌توان به باشگاه فوتبال ایست‌بورن بورو اشاره کرد.